# Fougères-sur-Bièvre
Fougères-sur-Bièvre település Franciaországban, Loir-et-Cher megyében. Lakosainak száma 788 fő (2018. január 1.). Fougères-sur-Bièvre Chitenay, Feings, Ouchamps, Sambin és Thenay községekkel határos.

## Népesség
A település népességének változása:
| Lakosok száma | 553  | 598  | 638  | 653  | 750  | 807  | 811  | 851  | 815  | 788  |
|               | 1968 | 1975 | 1982 | 1999 | 2006 | 2011 | 2013 | 2016 | 2017 | 2018 |